# Julia Bartet

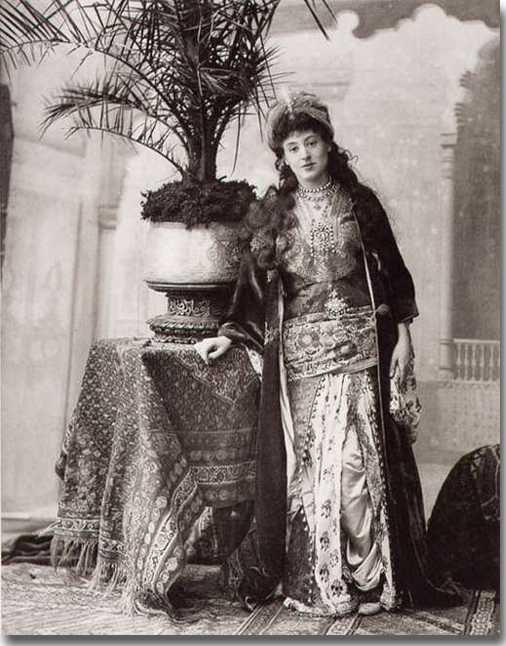
Julia Bartet. Porträtt av Félix Nadar.

Jeanne Julia Bartet, egentligen Regnault, född 1854 och död 28 oktober 1941, var en fransk skådespelerska.
Bartet blev 1871 elev vid konservatoriet i Paris, debuterade 1872 på Théâtre du Vaudeville och spelade där och på andra boulevardteatrar, tills hon 1880 efterträdde Sarah Bernhardt vid Théâtre français. Bartet blev societär samma år och dorg sig tillbaka 1920. Bland hennes roller märks Antigone, Andromache, Berenice, Ifigenia, lady Macbeth i Macbeth, Adrienne Lecouvreur, drottningen i Ruy Blad, donna Sol i Hernani, Marion de Lorme, Mlle de Belle-Isle, Denise och Fracillon.